# David Costabile
David Costabile é um ator americano, mais conhecido pelo seu papel de Gale Boetticher na série Breaking Bad, Mike “Wags” Wagner, na série Billions e Daniel Hardman em Suits. Participou da S7E20 de House.

## Primeiros anos
Costabile nasceu em 1967 em  Washington, D.C. e é de ascendência italiana. Ele possui um diploma de graduação pela Universidade Tufts e um mestrado em Belas Artes pela Universidade de Nova Iorque.

## Carreira
Ele é conhecido por seus papéis na televisão recorrentes em The Wire como Thomas Klebanow. Ele teve um papel importante em 2009 no filme Solitary Man. 
Costabile apareceu na sexta temporada de The Office como um banqueiro enviado do Sabre para avaliar Dunder Mifflin, em House MD no episódio intitulado " Mudanças ", como um motorista de limusine, e também em vários comerciais de televisão, incluindo anúncios de Microsoft e FedEx . Mais recentemente, ele interpretou o assistente de laboratório químico, Gale Boetticher, no seriado Breaking Bad. Ele também encarnou o ex-sócio do escritório de advocacia Pearson Hardman, Daniel Hardman, na série Suits. Atualmente (desde 2016), David interpreta “Wags”, braço direito do magnata de Wall Street Robert “Axe” Axelrod, na série Billions. 

## Ligações Externas
- David Costabile. no IMDb.